# Dichaetomyia setifemur
Dichaetomyia setifemur är en tvåvingeart som beskrevs av Malloch 1928. Dichaetomyia setifemur ingår i släktet Dichaetomyia och familjen husflugor. Inga underarter finns listade i Catalogue of Life.